# Jack Allen
John William Alcroft Allen (Newcastle upon Tyne, 31 gennaio 1903 – 19 novembre 1957) è stato un calciatore inglese.

## Carriera
È stato un famoso calciatore del Newcastle Utd fra il 1931 ed il 1934.
Attaccante, in 90 presenze segnò 41 goal, i più importanti dei quali sono forse stati i due contro l'Arsenal Football Club nella finale della FA Cup 1931-1932.
Allen giocò anche per il Leeds United, il Brentford Football Club e lo Sheffield Wednesday.

## Palmarès

### Club

#### Competizioni nazionali
- Second Division: 1

Leeds United: 1923-1924
- Campionato inglese: 2

Sheffield Wednesday: 1928-1929, 1929-1930
- Coppa d'Inghilterra: 1

Newcastle: 1931-1932